# Affaire De Nobili
L’affaire De Nobili est une affaire à la fois criminelle et politique. En effet, elle regroupe l’affaire Saverio Marincola, ayant eu lieu à la suite de l'homicide en 1822 de Saverio Marincola par les frères Cesare De Nobili (1798, Catanzaro - 1843, Corfou), Domenico De Nobili (1802, Catanzaro - 1848, Corfou) et Antonio De Nobili (1805, Catanzaro - 1854, Catanzaro), affaire connue pour sa ressemblance avec la tragédie de Roméo et Juliette, puis l’affaire de la dénonciation des frères Bandiera, advenu en 1844 à la suite de la délation de Domenico de Nobili, alors en exil à Corfou, de l'expédition en Calabre des frères Bandiera.
Les fils de Cesare De Nobili, le baron Alberto De Nobili (12 mai 1837, Corfou - 5 novembre 1865, Catanzaro) et Federico De Nobili (Corfou - 27 juin 1848, Curinga) rentrèrent en Italie où ils participèrent activement à l'Unité italienne. Le premier fit partie des participants à l'expédition des Mille aux côtés de Giuseppe Garibaldi tandis que le second mourut en combattant sur les bords de l’Angitola en 1848, durant le Printemps des Peuples, aux côtés de Francesco Stocco, futur général de Garibaldi, et Ferdinando Bianchi.

## Famille

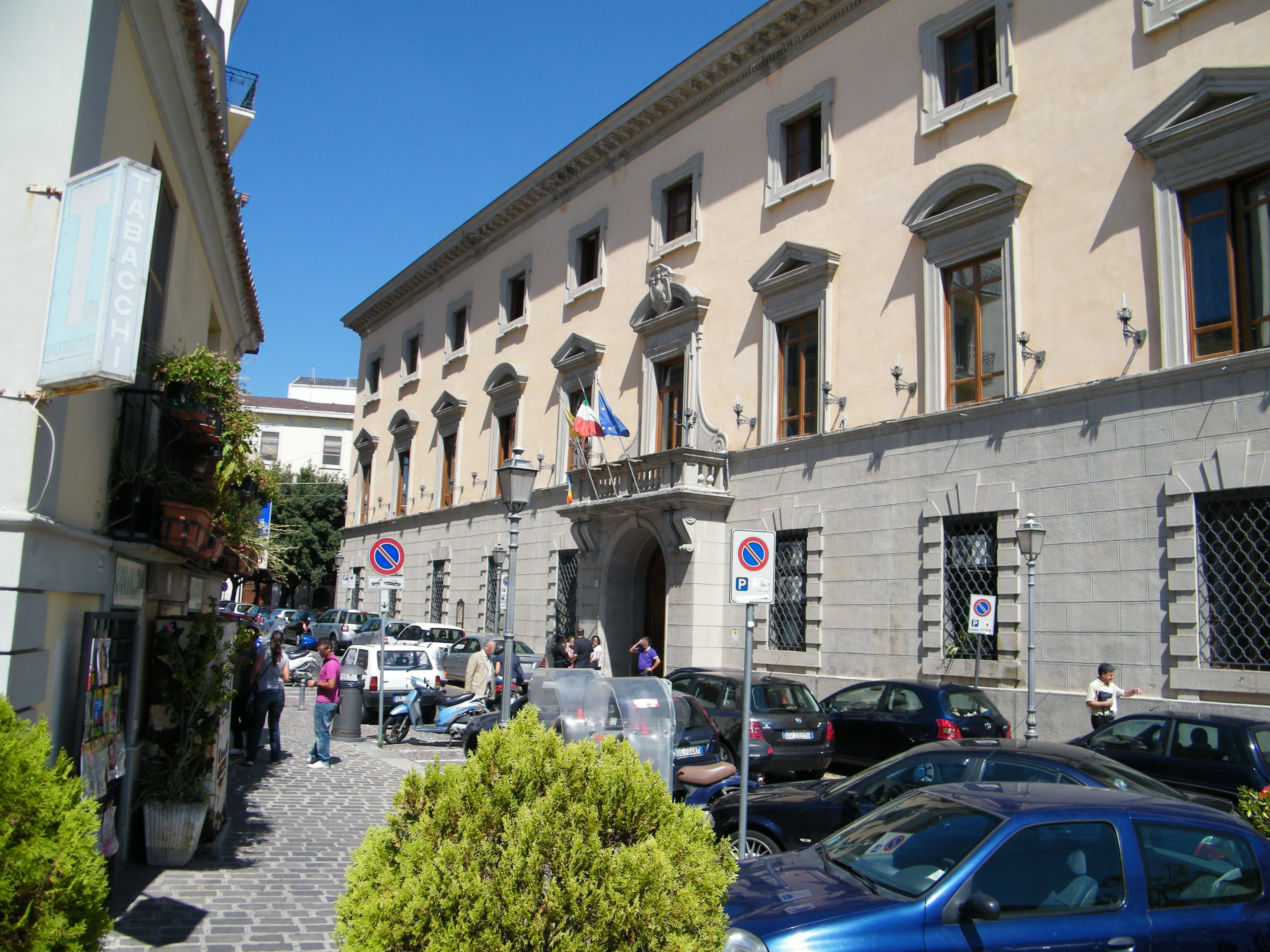
Mairie de Catanzaro (ex-Palais De Nobili della Bagliva).

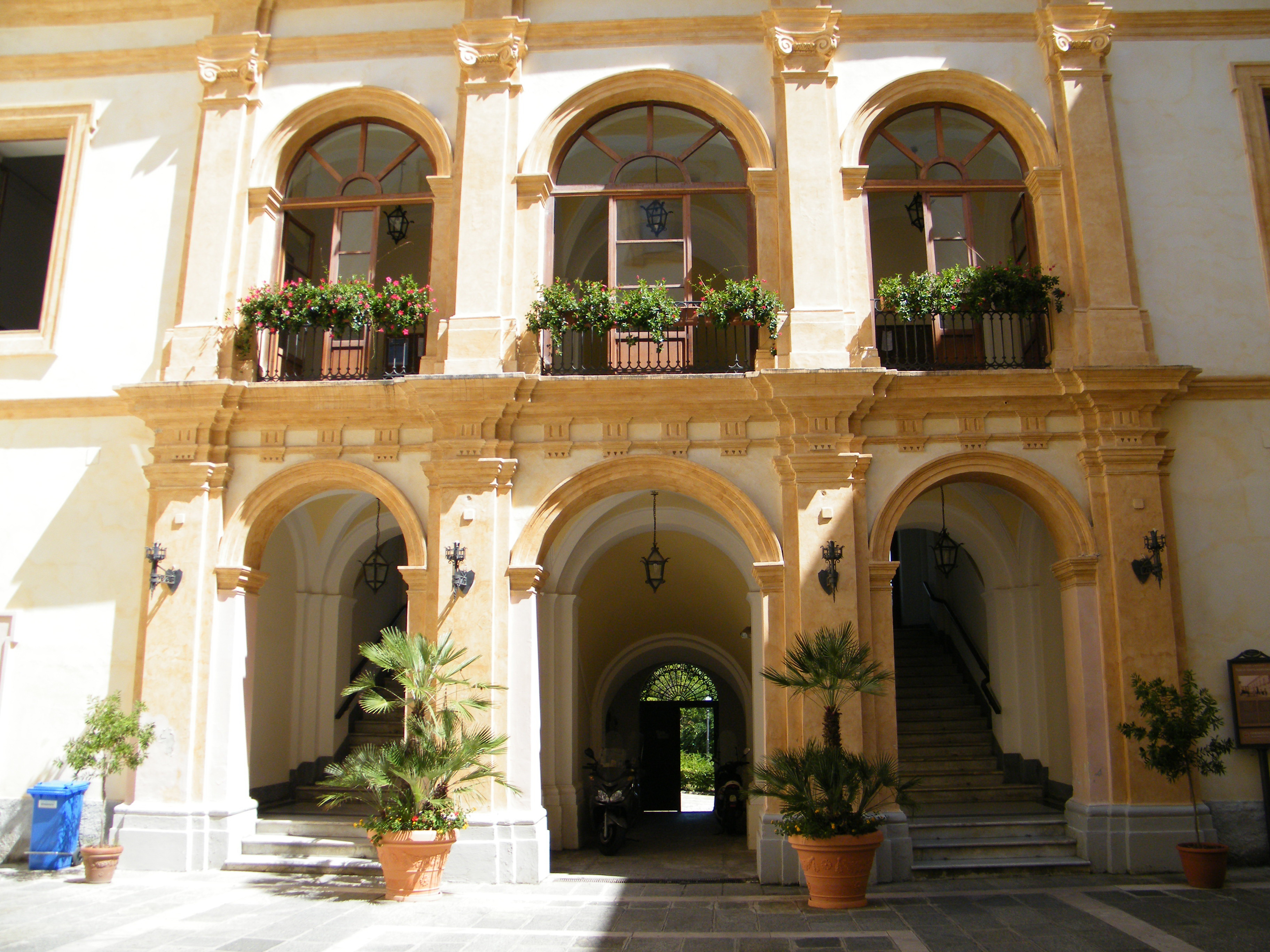
Cour intérieur du Palais De Nobili.

Domenico, Cesare (de son nom complet Cesare Bonaventura), Antonio, Isabella (future épouse du sénateur Luigi Vercillo), Maria Teresa (future épouse du général et patriote Raffaele Poerio, ainsi que belle-mère du ministre Giovanni Nicotera), Carolina (épouse de Luigi Coscia), Tommaso, Olimpia et Rachele de Nobili naissent à Catanzaro, en Calabre, du baron Emanuele De Nobili (1766 - 1826) et d'Olimpia Schipani. 
Emanuele De Nobili est un des hommes les plus riches du royaume des Deux-Siciles. En effet, il fut grand chambellan du roi Joachim Murat (beau-frère de l'empereur Napoléon Ier). À la suite de plusieurs achats de titres et de terres et grâce à des héritages, Emmanuele se retrouva donc en possession des baronnies du bailliage de Catanzaro, de Simeri (ex-duché de Simeri), de la Grange de Sant'Anna, de Soveria, de Sellia et de Crichi,. En effet, il avait acheté 40 % des biens de l’Église en Italie du Sud,. 
Lui et sa femme firent construire le Château de Nobili à La Petrizia (frazione de Sellia Marina) puis, en 1784, le Palais De Nobili della Bagliva à Catanzaro, tous deux par l'architecte Andreotti. C'est dans ce même palais que dormi le roi Joseph Bonaparte. Le château à La Petrizia fut habité par les de Nobili jusqu'en 1972 alors que le palais fut vendu à la commune de Catanzaro en 1861 et, en 1863, il devint la Mairie de la ville de Catanzaro,,.
La famille de Nobili était originaire de l'île de Lipari et son premier membre connu, Antonio de Nobili (né aux alentours de 1450), avait été en possession de Lipari, de Reggio de Calabre, de Squillace, de Mazzara, de Tropea et de Pizzifalcone tandis que son fils, ancêtre en ligne directe du baron Emanuele, avait été Conseiller du roi Ferdinand Ier de Naples,.
Parmi les enfants du défunt baron Emanuele de Nobili, Tommaso (1808-1858) épousa Giuseppa Coscia en 1827. Ils eurent 11 enfants dont Achille de Nobili, né sous le nom d'Achille Eugenio Guglielmo De Nobili en 1846 à Catanzaro. Il fut compagnon de Giuseppe Garibaldi et accompagna celui-ci jusqu'en France, où ils participèrent à la troisième bataille de Dijon en janvier 1871 durant laquelle Achille trouva la mort.

## L'homicide de Saverio Marincola
Depuis presque un siècle, les deux familles les plus riches et les plus puissantes de la cité de Catanzaro étaient les familles de Nobili et Marincola. Or ses familles étaient ennemies à cause de leurs tendances politiques : les de Nobili étaient libéraux tandis que les Marincola étaient fidèles aux souverains bourbons,. Chacune profitait des hommes au pouvoir pour attaquer en justice l'autre comme il se passa en 1806. Emanuele De Nobili, alors Grand-Chambellan du roi, profita de son importance et de sa position de pouvoir pour faire un procès politique à son ennemi le chevalier Ignazio Marincola en contribuant encore à augmenter la haine entre les familles. De plus, ce procès était conçu comme une vengeance car, en 1799, lors des insurrections qui conduisirent à la création de la République parthénopéenne, Ignazio et le brigand Panzanera menèrent une contre-révolution anti-républicaine et s'opposèrent donc aux de Nobili qui étaient pro-français et pro-républicains. Outre les raisons politiques opposant les de Nobili et les Marincola, la rancune entre eux deux avait probablement débuté cinq générations plus tôt, en 1682, soit un siècle et demi avant, lorsque le 6e Baron du bailliage de Catanzaro, Giuseppe De Nobili, contracta des obligations envers Tommaso Marincola, un ancêtre d'Ignazio.
Rachele de Nobili, fille du baron Emanuele, avait été élevée, sur ordre de sa mère la baronne Olimpia Schipani, par les sœurs du Couvent des Clarisses (actuel siège de l'Arme des Carabiniers de Catanzaro). C'est donc parmi celles-ci que Rachele apprit à lire, à écrire et à jouer de la harpe et du piano. L'abbesse du couvent était alors Marianna Mazza qui avait succédé à une tante de Rachele, Giuseppina de Nobili. Une autre femme de la famille de Nobili fit scandale à cette époque pour ses mœurs libérales, la poétesse Giovanna de Nobili, fille du baron Felice de Nobili qui fut connue pour son éducation masculine.
En 1822, Rachele de Nobili, alors âgé de 16 ans, rencontra au Real Teatro Francesco (actuel Théâtre communale de Catanzaro) le jeune Saverio Marincola, âgé de 20 ans et fils du chevalier Ignazio Marincola. Ceux-ci avaient, surement par inadvertance, des loges privées se trouvant l'une à côté de l'autre. D'après la légende, ils tombèrent subitement amoureux l'un de l'autre mais ce qui est sûr c'est que, quelques jours plus tard, Rachele reçut une lettre d'amour de la part de Saverio et qu'elle y répondit ardemment en lui avouant elle aussi son amour. Malheureusement, toute tentative de mariage était impossible en raison de l'antipathie entre les familles,.
Depuis lors, les deux amoureux se virent assez souvent. Saverio Marincola partait de sa maison qui se situait à proximité de la cathédrale et passait à cheval dans la rue bordant le palais De Nobili della Bagliva (actuelle mairie de Catanzaro) et Rachele l'attendait à la fenêtre de sa chambre (aujourd'hui murée) d'où ils échangeaient des mots d'amour et des baisers. Pour se faire reconnaître, Saverio avait fait ferrer des sabots en argent à son cheval, ainsi, dès que Rachele entendait le son spécial produit par l'arrivée de son amant, elle se penchait à son balcon. Pourtant, le soir du 5 novembre 1822, alors que Saverio parlait à Rachele, sur le balcon, les trois frères de celle-ci : Cesare, Domenico et Antonio de Nobili, sortent du palais et aperçoivent le Marincola. Cesare prend alors son fusil, crie « Ti spaccherò il cuore ! » (« J'exploserai ton cœur ! ») et le provoque en duel. Celui-ci refuse ce qui ne fait qu’augmenter encore la colère du De Nobili qui fait donc feu sur lui. Saverio réussit à s’enfuir sans dommage et se réfugie dans son palais paternel sur l'actuelle via XX Settembre,,,,,.
Le jour suivant, le 6 novembre, Rachele envoie sa dernière lettre à Saverio, elle lui annonce que sa famille l'a recluse dans sa chambre et qu'ils hésitent à la tuer, elle lui dit aussi de faire attention et de ne pas sortir le soir car la vengeance de ses frères risque d'être terrible. En effet, le 7 novembre aux alentours de 21 heures, alors que Saverio Marincola rentrait à cheval d'une inspection dans ses propriétés à Catanzaro Lido, il reçoit plusieurs coups de carabine alors qu'il passe à proximité du torrent Samà. Son corps est retrouvé le lendemain dans la plantation de canne à sucre de Laudari. En connaissance des faits advenus deux jours plus tôt, la police bourbonienne interroge tout de suite le baron Emanuele de Nobili qui déclare qu'il n'a pas d'armes chez lui et que ses fils étaient partis à la chasse près du château qu'il avait fait construire sur ses terres dans la frazione de La Petrizia à Sellia Marina. De là, les trois frères s'embarquèrent sur un navire d'où ils rejoignirent la ville de Smyrne (actuel Izmir), en Turquie, puis l'île de Corfou, en Grèce. À la nouvelle de la mort de son amant, Rachele de Nobili prit la décision de rentrer dans une confrérie de sœurs et c'est ce qu'elle fit l'année suivant, en 1823. Accompagnée par son oncle, don Raffaele de Nobili, elle partit pour Pizzo d'où elle s'embarqua pour Naples. Là-bas, elle entra au Couvent des Murate Vive (Emmurées Vivantes) et elle se retira de la vie sociale. Saverio Marincola fut enterré dans l'église de Jésus, dans la partie sud du collège des Jésuites de Catanzaro, aujourd'hui lycée Galluppi. L'église sera par la suite détruite en 1874. Saverio Marincola et Rachele de Nobili passèrent à l'histoire sous le nom des Roméo et Juliette de Catanzaro, en raison de la forte ressemblance entre cette histoire réelle et celle contée dans la pièce de théâtre de Roméo et Juliette de William Shakespeare,,,,,.
Pendant que Rachele entrait au couvent, l'enquête menée par la police avançait. On réussit finalement à inculper les trois frères De Nobili. En effet, on reçut la déposition d'un certain Ignazio Nisticò, 60 ans, qui jura avoir vu passer depuis le jardin d’Acquabona de Corrado, qu'il louait, les trois frères De Nobili qui portaient des fusils. Ce témoignage amena au procès des De Nobili qui eut lieu en novembre 1832, soit 10 ans plus tard. La Grande Cour Criminelle de la Calabre Ultérieure Seconde, résidant à Catanzaro, condamna les frères Cesare et Domenico de Nobili à la peine de mort et Antonio de Nobili, qui à l'époque du crime n'avait pas encore 18 ans, à la peine des fers pendant 19 ans (le prisonnier est enfermé en prison et il doit être couvert de chaînes). À l'annonce du verdict, la famille des trois frères demanda un appel du procès qui eut lieu à Naples. Elle engagea alors les plus grands avocats du royaume : Giuseppe Marini-Serra et Giuseppe Poerio (neveu des trois frères), pour protéger la cause des accusés tandis que l'avocat Marincola, cousin du défunt, protégea la cause de la victime. Bien que la harangue de l'avocat Poerio est aujourd'hui considérée comme un monument d'éloquence pour sa rhétorique, elle ne suffit pas à faire changer le verdict et seule la peine d'Antonio de Nobili fut réduite de 19 à 9 ans de prison. Antonio de Nobili retournera donc en Calabre pour écoper de sa peine alors que les frères Cesare et Domenico restèrent à Corfou,.
Une fois sa peine écopée, le plus jeune des frères, Antonio, essaya de se faire pardonner par sa sœur Rachele et il alla donc la voir à Naples mais elle refusa de le voir. Rachele de Nobili s'éteignit à Naples en 1861, à l'âge de 55 ans, tandis qu'Antonio de Nobili mourut à Catanzaro en 1854,.

## Dénonciation des frères Bandiera

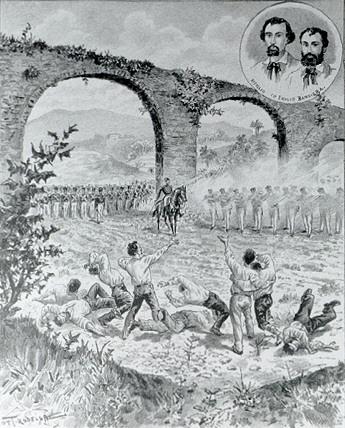
Exécution des frères Bandiera.

Les frères Cesare et Domenico de Nobili, après avoir vécu en Turquie, à Smyrne, partirent habiter à Corfou. Là-bas, ils épousèrent tous deux des nobles dames de la noblesse grecque de Corfou : Cesare épousa Elena Menzovich (ou Elena Kenokoi, selon Augusto Placanica, ou Elena Ninzovich, selon Rosalia Cambareri) et Domenico épousa Santulla Koronaki (ou Coronaki, selon Augusto Placanica). Cesare s'éteint à Corfou en 1843 sans avoir revu sa terre natale et en laissant quatre enfants : Federico de Nobili, Alberto de Nobili (né en 1837), Carolina de Nobili (1836-1894) et Isabella de Nobili (1835-1895). Domenico de Nobili hérita donc du titre possédé par son frère, celui de baron du bailliage de Catanzaro, en attendant que les enfants de Cesare atteignent leur majorité,,,. Domenico de Nobili et sa femme eurent aussi un fils, Enrico de Nobili.
Pendant que la famille de Nobili s'établissait à Corfou, des libéraux, plus tard acteurs de l'insurrection dans le royaume des Deux-Siciles de 1847 et du Printemps des Peuples, agissaient en Calabre et dans toute la péninsule italienne. Parmi ceux dont l'histoire se souvient occupent une grande place les frères Bandiera. D'origine vénitienne, Emilio et Attilio Bandiera sont des patriotes italiens ayant adhéré au Mazzinisme et ayant fondé une société secrète du nom de l’Esperia. Alors qu'ils projettent de bombarder la ville de Messine, ils sont dénoncés et doivent fuir sur l'île de Corfou. De là, ils sont encouragés par Giuseppe Mazzini à fomenter un raid sur les côtes de la Calabre aux alentours de juin 1844. Ils rassemblent alors un groupe d'une vingtaine d'hommes dont le brigand calabrais Giuseppe Melusi. Parmi les gens affiliés au groupe figure un certain Battistino, d'origine calabraise, qui est alors domestique au service de Domenico de Nobili,.
Battistino, au courant de plusieurs informations sur l'expédition prévue par les frères Bandiera, en révèle beaucoup, par inadvertance, à son maître le baron Domenico de Nobili. Celui-ci, avant même que l’expédition n'ait débuté, dénonce tout le projet des Bandiera au consul pontifical et sarde de Corfou, Nicola Mosca, mais aussi aux consuls de l'Autriche, Mayersback, et du royaume de Naples, Gregorio Balsamo. Cette dénonciation avait pour but d'obtenir une réduction de sa peine,. Ainsi, les frères Bandiera étaient déjà trahis avant même d'être partis, en effet, leur expédition fut précédée par un brigantin autrichien qui révéla le projet d'insurrection au gouvernement napolitain. Les Bandiera furent donc fait prisonnier par la police bourbonienne à San Giovanni in Fiore le 20 juin et ils furent exécutés à Rovito le 25 juillet 1844.
Pourtant, Domenico de Nobili n'eut pas le temps de jouir de la réduction de sa peine car il meurt en 1848 à Corfou.

## Alberto et Federico de Nobili
Alberto de Nobili (12 mai 1837, Corfou - 5 novembre 1865, Catanzaro) et Federico de Nobili sont les fils de Cesare de Nobili et Elena Menzovich (ou Elena Kenokoi, selon Augusto Placanica, ou Elena Ninzovich, selon Rosalia Cambareri et l'état civil). Alors qu'ils sont orphelins, peu de temps avant 1840, ils rentrent en Calabre avec leurs sœurs, Carolina et Isabella. Ils logent alors chez leur grand-mère paternelle, la baronne Olimpia Schipani, et étudient au Collège de Catanzaro,,.
En 1848 a lieu le Printemps des peuples durant lequel l'Europe connait un ensemble de révolution. Les habitants de la ville de Catanzaro se soulèvent donc eux aussi et demandent, comme beaucoup à l'époque, l'unification de l'Italie. Parmi ces insurgés s'engagent Federico de Nobili. Il se fait connaitre auprès de ses supérieurs en refusant toujours de monter à cheval bien que son rang social le lui aurait permis, il invoque pour cela l'excuse qu'il n'est qu'un simple soldat. Il participe ainsi à la seule bataille de l'insurrection de Catanzaro : la bataille du fleuve Angitola, qui a lieu le 27 juin 1848. Durant celle-ci, il combat auprès de Francesco Stocco, futur général de Garibaldi, et de Ferdinando Bianchi. Federico réussi à s'emparer d'un obusier de l'ennemi mais il est tué à proximité du Pont de la Grâce, à Curinga. Il fait donc partie des rares morts durant le combat avec Giuseppe Mazzei, Angelo Morelli, Domenico Morelli et Giuseppe Scaramuzzino. La plupart des chefs de cette insurrection réussirent à s'enfuir à Malte et à Corfou et revinrent en 1860 lors de l'expédition des Mille,.
En 1859, la police bourbonienne se met à la recherche du frère du défunt Federico, le baron Alberto de Nobili, car il est considéré comme partisan du Risorgimento. En effet, il participe à la bataille de Palestro, en mai 1859, parmi les rangs de l'armée du royaume de Sardaigne. Il se voit donc obligé à s'exiler au Piémont. À partir de 1860, il suit Giuseppe Garibaldi dans la plupart de ses déplacements,.
Le baron Alberto de Nobili s'engage alors dans l'expédition des Mille auprès des 1089 garibaldiens qui débarquèrent à Marsala le 11 mai 1860. Il fait donc partie des 21 membres calabrais de l'expédition et des 6 membres provenant de la Province de Catanzaro, ce qui est assez exceptionnel car certaines régions, comme la Lombardie, produisent jusqu'à 435 hommes. Même après l'annexion du royaume des Deux-Siciles au royaume d'Italie, but de l'expédition, Alberto de Nobili reste en contact, par échange épistolaire, avec Giuseppe Garibaldi. Alberto rentre ensuite à Catanzaro où il devient conseiller communale. À ce titre, il est responsable de la fermeture du Couvent des Clarisses en 1863 qui devint le siège de l'Arme des Carabiniers de Catanzaro. Il devient également colonel inspecteur de la Garde nationale italienne (organisme fondé en 1860 dans le but de réprimer le brigandage post-unitaire) dans la province de Catanzaro. Alberto meurt à la fin de l'année 1865. À la suite de sa mort, Garibaldi aura une correspondance avec les deux sœurs du De Nobili : Isabella et Carlotta de Nobili.